# Estero Guapi
El estero Guapi es un curso natural de agua que nace en las laderas occidentales de la cordillera de la Costa de la Región de Los Ríos y fluye hasta desembocar en el océano Pacífico.

## Historia
Luis Risopatrón lo describe en su Diccionario Jeográfico de Chile de 1924:: 241 
Guapi (Estero) 39° 56' 73° 30'. Corre hacia el W i se vácia en la ensenada del mismo nombre; es el de mayores dimensiones en esta parte. 156; i del Huapi en 1, III, p. 52.